# آندراهانجو
آندراهانجو (به لاتین: Andrahanjo) یک منطقهٔ مسکونی در ماداگاسکار است که در سامباوا واقع شده‌است. آندراهانجو ۸٬۰۰۰ نفر جمعیت دارد و ۱۲۷ متر بالاتر از سطح دریا واقع شده‌است.